# 扎內·霍埃特
扎內·霍埃特（Zane Alexander Huett，1997年5月9日—）是美國的一位童星。他最著名的作品是在ABC電視劇絕望的主婦中飾演arker Scavo角色。他也出演過眾多電影。